# Gigantic
Gigantic és una pel·lícula estatunidenca de comèdia i drama de 2008, dirigida per Matt Aselton i protagonitzada per Paul Dano, Zooey Deschanel, John Goodman, Edward Asner i Jane Alexander. La història està basada en la infància d'Aselton amb el desig que els seus pares adopten un nen xinès. La pel·lícula va ser filmada a Nova York i Connecticut. Va tenir el seu estrena mundial en el Festival Internacional de Cinema de Toronto de 2008 i va ser llançada als Estats Units el 3 d'abril de 2009.

## Sinopsi
Conta la història d'un venedor de matalassos que desitja adoptar a un xiquet de la Xina, però es distrau quan coneix a Harriet (Deschanel).

## Repartiment
Paul Dano com a Brian Weathersby.
Zooey Deschanel com a Harriet "Happy" Lolly.
John Goodman com a Al Lolly.
Edward Asner com a Sr. Weathersby.
Jane Alexander com a Sra. Weathersby.
Zach Galifianakis com a Home sense llar.
Clarke Peters com a Roger Stovall.